# Lotus micranthus
Lotus micranthus là một loài thuộc họ Đậu có tên thông dụng là desert deervetch. Nó là loài bản địa của western North America from British Columbia to southern California.